# Glénat
Glénat é uma comuna francesa na região administrativa de Auvérnia-Ródano-Alpes, no departamento de Cantal. Estende-se por uma área de 24,64 km². Em 2010 a comuna tinha 176 habitantes (densidade: 7,1 hab./km²).